# العلاقات الصربية الفنلندية
العلاقات الصربية الفنلندية هي العلاقات الثنائية التي تجمع بين صربيا وفنلندا.

## مقارنة بين البلدين
هذه مقارنة عامة ومرجعية للدولتين:
| وجه المقارنة                                              | صربيا                                                      | فنلندا                                                                               |
| --------------------------------------------------------- | ---------------------------------------------------------- | ------------------------------------------------------------------------------------ |
| المساحة (كم2)                                             | 88.36 ألف                                                  | 338.42 ألف                                                                           |
| عدد السكان (نسمة)                                         | 7.02 مليون                                                 | 5.52 مليون                                                                           |
| الكثافة السكانية (ن./كم²)                                 | 79.45                                                      | 16.31                                                                                |
| العاصمة                                                   | بلغراد                                                     | هلسنكي                                                                               |
| اللغة الرسمية                                             | اللغة الصربية                                              | اللغة الفنلندية، اللغة السويدية                                                      |
| العملة                                                    | دينار صربي                                                 | يورو، ماركا فنلندية                                                                  |
| الناتج المحلي الإجمالي (بليون دولار)                      | 41.43 مليار                                                | 251.88 مليار                                                                         |
| الناتج المحلي الإجمالي (تعادل القوة الشرائية) بليون دولار | 100.13 مليار                                               | 231.84 مليار                                                                         |
| الناتج المحلي الإجمالي الاسمي للفرد دولار أمريكي          | 5.24 ألف                                                   | 42.31 ألف                                                                            |
| الناتج المحلي الإجمالي للفرد دولار أمريكي                 | 13.59 ألف                                                  | 40.68 ألف                                                                            |
| مؤشر التنمية البشرية                                      | 0.771                                                      | 0.883                                                                                |
| رمز المكالمات الدولي                                      | +381                                                       | +358                                                                                 |
| رمز الإنترنت                                              | .rs، .срб ‏                                                 | .fi                                                                                  |
| المنطقة الزمنية                                           | توقيت وسط أوروبا، ت ع م+01:00، ت ع م+02:00، أوروبا/بلغراد ‏ | ت ع م+02:00، ت ع م+03:00، أوروبا/هلسنكي ‏، توقيت شرق أوروبا، توقيت شرق أوروبا الصيفي ‏ |

## مدن متوأمة
في ما يلي قائمة باتفاقيات التوأمة بين مدن صربية وفنلندية:
- ترتبط سوبتيتسا مع توركو باتفاقية توأمة.

## منظمات دولية مشتركة
يشترك البلدان في عضوية مجموعة من المنظمات الدولية، منها:
| علم المنظمة | اسم المنظمة                               | تاريخ انضمام صربيا | تاريخ انضمام فنلندا |
| ----------- | ----------------------------------------- | ------------------ | ------------------- |
|             | وكالة ضمان الاستثمار متعدد الأطراف        | 19 مارس 1993       | 28 ديسمبر 1988      |
|             | الأمم المتحدة                             | 1 نوفمبر 2000      | 14 ديسمبر 1955      |
|             | الفريق المعني برصد الأرض                  | ?                  | ?                   |
|             | منظمة حظر الأسلحة الكيميائية              | ?                  | ?                   |
|             | منظمة الشرطة الجنائية الدولية             | ?                  | ?                   |
|             | منظمة الأمن والتعاون في أوروبا            | 3 يونيو 2006       | 25 يونيو 1973       |
|             | مؤسسة التنمية الدولية                     | 25 فبراير 1993     | 29 ديسمبر 1960      |
|             | يونسكو                                    | 20 ديسمبر 2000     | 10 أكتوبر 1956      |
|             | مجلس أوروبا                               | 3 أبريل 2003       | 5 مايو 1989         |
|             | الاتحاد البريدي العالمي                   | ?                  | ?                   |
|             | البنك الدولي للإنشاء والتعمير             | 25 فبراير 1993     | 14 يناير 1948       |
|             | المنظمة الهيدروغرافية الدولية             | ?                  | ?                   |
|             | الاتحاد الدولي للاتصالات                  | 1 يونيو 2001       | 1 سبتمبر 1920       |
|             | مؤسسة التمويل الدولية                     | 25 فبراير 1993     | 20 يوليو 1956       |
|             | المنظمة الأوروبية لسلامة الملاحة الجوية   | 2005               | 2001                |
|             | المركز الدولي لتسوية المنازعات الاستشارية | 8 يونيو 2007       | 8 فبراير 1969       |
|             | مجموعة الموردين النوويين                  | ?                  | ?                   |

## أعلام
هذه قائمة لبعض الشخصيات التي تربطها علاقات بالبلدين:
- ألكسندر ميلوشيفيتش (لاعب كرة قدم سويدي، 30 يناير 1992[22] – )
- الأميرة إليزابيث يوغوسلافيا (ناشطة حقوق إنسان صربية، 7 أبريل 1936 – )

## وصلات خارجية
- موقع وزارة الخارجية الصربية
- موقع وزارة الخارجية الفنلندية